# Полянский, Юрий Иванович (зоолог)
Ю́рий Ива́нович Поля́нский (2 [15] марта 1904, Санкт-Петербург — 26 июня 1993, Санкт-Петербург) — советский протозоолог, профессор (1933), заслуженный деятель науки РСФСР (1968), член-корреспондент АН СССР (РАН), Герой Социалистического Труда (1990).

## Биография
Юрий (Георгий) Иванович Полянский родился 2 (15) марта 1904 года в Санкт-Петербурге в семье биолога и деятеля просвещения И. И. Полянского.
Ученик и сотрудник В. А. Догеля.
- В 1921 поступил и в 1924 окончил Ленинградский университет и работал там же.
- В 1925—1929 — аспирант Петергофского биологического института ЛГУ.
- В 1927—1941 и 1945—1948 преподавал в ленинградском Педагогическом институте им. А. И. Герцена.
- С 1933 — заведующий кафедрой зоологии в Педагогическом институте.
- В 1939—1941 был избран заведующим кафедрой генетики и экспериментальной зоологии
- Президент Санкт-Петербургского общества естествоиспытателей в 1939—1941 и с 1984 по 1991[2].
- В 1941 в начале Великой Отечественной войны добровольцем ушел на фронт. До конца войны служил в действующих частях армии.
- В 1945—1948 годах — проректор ЛГУ и одновременно продолжал заведовать кафедрой общей биологии и зоологии в Педагогическом институте. Однако, защищая генетиков, был подвергнут критике лысенковцами (И. И. Презент в своем докладе на августовской сессии ВАСХНИЛ в 1948 году причислил его к лидерам «менделизма-морганизма»). Приказом Министерства высшего образования СССР от 23 августа 1948 года № 1208 «О состоянии преподавания биологических дисциплин в университетах и о мерах по укреплению биологических факультетов квалифицированными кадрами биологов-мичуринцев» освобождён от работы «как проводивший активную борьбу против мичуринцев и мичуринского учения и не обеспечивший воспитания советской молодёжи в духе передовой мичуринской биологии»[3].
- В 1948—1952 — сотрудник Мурманской биологической станции на Баренцевом море.
- В 1953—1956 — первый директор Института биологии Карело-Финского филиала АН СССР[4].
- С 1955 — заведующий кафедрой зоологии беспозвоночных ЛГУ (вернулся в университет в 1953). В 1955 году подписал «письмо трёхсот».
- С 1957 — заведующий лабораторией цитологии одноклеточных организмов в институте цитологии АН СССР.
- Президент Всесоюзного общества протозоологов (в 1968—1993).
- С 1979 года член-корреспондент АН СССР (РАН).

Умер 26 июня 1993 года. Похоронен на Серафимовском кладбище Санкт-Петербурга.

## Труды
Основные труды Ю. Полянского посвящены систематике, цитологии, морфологии и физиологии простейших; паразитологии, экологии, эволюционному учению и методам преподавания биологии. Он также автор ряда руководств учебников, включая школьный учебник «Общая биология» (1-е издание в 1966, 26-е — в 1998).
- Догель В. А., Полянский Ю. И., Хейсин Е. М. Общая протозоология / Отв. ред. Ю. И. Полянский; АН СССР, Ин-т цитологии. — М.; Л.: Изд-во АН СССР, 1962. — 592 с.

## Награды
- Герой Социалистического Труда (16 октября 1990 года) за особый вклад в сохранение и развитие генетики и селекции, подготовку высококвалифицированных научных кадров[5]
- орден Ленина
- орден Красной Звезды и медали
- Заслуженный деятель науки РСФСР (1968)